# Équipe d'Algérie de football à la Coupe d'Afrique des nations 2013
Cet article relate le parcours de l’Équipe d'Algérie de football lors de la Coupe d'Afrique des nations de football 2013 organisée en Afrique du Sud du 19 janvier 2013 au 10 février 2013.
Présentée comme l'un des favoris de la compétition, l'Algérie est éliminée dès le deuxième match après deux défaites, une première contre leurs voisins Tunisiens (0-1) puis une seconde contre le Togo (0-2).

## Effectif
| N° | Pos. | Nom                    | Date de Naissance | Sél. | Buts | Club                 |
| -- | ---- | ---------------------- | ----------------- | ---- | ---- | -------------------- |
| 1  | GB   | Azzedine Doukha        | 5 août 1986       | 2    | 0    | USM El Harrach       |
| 16 | GB   | Cédric Si Mohamed      | 9 janvier 1985    | 1    | 0    | JSM Bejaïa           |
| 23 | GB   | Raïs M'Bolhi           | 25 avril 1986     | 25   | 0    | CSKA Sofia           |
|    |      |                        |                   |      |      |                      |
| 2  | DF   | Mehdi Mostefa          | 30 août 1983      | 17   | 0    | AC Ajaccio           |
| 3  | DF   | Liassine Cadamuro      | 5 mars 1988       | 5    | 0    | Real Sociedad        |
| 4  | DF   | Essaïd Belkalem        | 1er janvier 1989  | 11   | 0    | Watford FC           |
| 5  | DF   | Rafik Halliche         | 2 septembre 1986  | 25   | 1    | Académica Coimbra    |
| 6  | DF   | Djamel Mesbah          | 9 octobre 1984    | 22   | 0    | Parme FC             |
| 12 | DF   | Carl Medjani           | 15 mai 1985       | 20   | 0    | Olympiakos           |
| 21 | DF   | Faouzi Ghoulam         | 1er février 1991  | 3    | 0    | AS Saint-Etienne     |
| 22 | DF   | Ali Rial               | 26 mars 1980      | 0    | 0    | JS Kabylie           |
|    |      |                        |                   |      |      |                      |
| 7  | ML   | Ryad Boudebouz         | 19 février 1990   | 16   | 1    | SC Bastia            |
| 8  | ML   | Medhi Lacen            | 15 avril 1984     | 24   | 0    | Getafe CF            |
| 10 | ML   | Sofiane Feghouli       | 26 décembre 1989  | 15   | 4    | Valence CF           |
| 11 | ML   | Hameur Bouazza         | 22 février 1985   | 22   | 3    | Racing Santander     |
| 14 | ML   | Foued Kadir            | 5 décembre 1983   | 20   | 2    | Rennes               |
| 17 | ML   | Adlène Guedioura       | 12 novembre 1985  | 25   | 1    | Nottingham Forest FC |
| 18 | ML   | Khaled Lemmouchia      | 6 décembre 1981   | 27   | 0    | Club africain        |
| 20 | ML   | Saâd Tedjar            | 14 janvier 1986   | 7    | 0    | USM Alger            |
|    |      |                        |                   |      |      |                      |
| 9  | AT   | Islam Slimani          | 18 juin 1988      | 14   | 9    | Sporting Portugal    |
| 13 | AT   | Mohamed Amine Aoudia   | 6 juin 1987       | 7    | 0    | Dynamo Dresden       |
| 15 | AT   | El Arbi Hillel Soudani | 25 novembre 1987  | 15   | 8    | Dinamo Zagreb        |
| 19 | AT   | Yacine Bezzaz          | 10 juillet 1981   | 23   | 3    | CS Constantine       |

## Qualifications

### Premier tour
Le matchs aller se déroulait le 29 février 2012 et le match retour le 15 juin 2012.
| Équipe 1 | Résultat | Équipe 2 | Aller | Retour |
| -------- | -------- | -------- | ----- | ------ |
| Gambie   | 2 - 6    | Algérie  | 1 - 2 | 1 - 4  |

### Deuxième tour
Le matchs aller se déroulait le 9 septembre 2012 et le match retour le 14 octobre 2012.
| Équipe 1 | Résultat | Équipe 2 | Aller | Retour |
| -------- | -------- | -------- | ----- | ------ |
| Libye    | 0 - 3    | Algérie  | 0 - 1 | 0 - 2  |

## Matchs

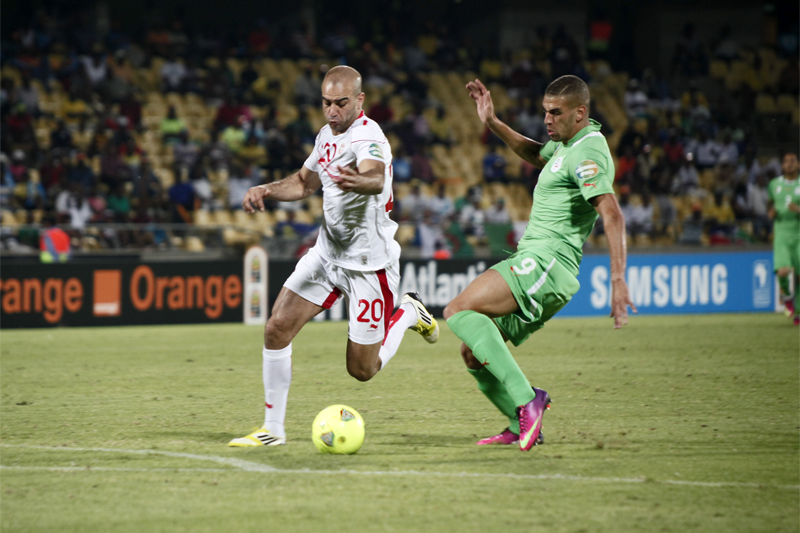
Slimani, en équipe d'Algérie, lors de la CAN 2013.

### 1ertour

#### Groupe D
| Rang | Équipe        | Pts | J | G | N | P | Bp | Bc | Diff |
| ---- | ------------- | --- | - | - | - | - | -- | -- | ---- |
| 1    | Côte d'Ivoire | 7   | 3 | 2 | 1 | 0 | 7  | 3  | +4   |
| 2    | Togo          | 4   | 3 | 1 | 1 | 1 | 4  | 3  | +1   |
| 3    | Tunisie       | 4   | 3 | 1 | 1 | 1 | 2  | 4  | -2   |
| 4    | Algérie       | 1   | 3 | 0 | 1 | 2 | 2  | 5  | -3   |

#### Algérie-Tunisie
| CAN 2015                                    | Tunisie              | 1 - 0   | Algérie | Stade Royal Bafokeng Rustenburg, Afrique du Sud |                                                 |
| 22 janvier 2013 · Historique des rencontres | Youssef Msakni 90+1e | (0 - 0) |         | Spectateurs : 20,000 Arbitrage : Bakary Gassama | Spectateurs : 20,000 Arbitrage : Bakary Gassama |
| 22 janvier 2013 · Historique des rencontres | rapport              |         |         | Spectateurs : 20,000 Arbitrage : Bakary Gassama | Spectateurs : 20,000 Arbitrage : Bakary Gassama |

| Tunisie | Algérie |

| Tunisie :       |    |                         |  |     |       |     |
|                 |    |                         |  |     |       |     |
| Gardien de but  | 22 | Moez Ben Cherifia       |  |     |       |     |
|                 | 2  | Bilel Ifa               |  |     |       |     |
|                 | 3  | Walid Hichri            |  |     |       |     |
|                 | 20 | Aymen Abdennour         |  |     | 13e   |     |
|                 | 12 | Khalil Chemmam          |  |     |       |     |
|                 | 14 | Mejdi Traoui            |  | 46e |       |     |
|                 | 21 | Khaled Mouelhi          |  |     |       |     |
|                 | 8  | Chadi Hammami           |  |     |       |     |
|                 | 17 | Issam Jemâa             |  | 16e |       |     |
|                 | 7  | Youssef Msakni          |  |     | 90+2e |     |
|                 | 19 | Saber Khalifa           |  |     |       |     |
| Remplaçants :   |    |                         |  |     |       |     |
|                 | 9  | Hamdi Harbaoui          |  | 16e | 85e   | 38e |
|                 | 10 | Oussama Darragi         |  | 46e |       |     |
|                 | 11 | Fakhreddine Ben Youssef |  | 85e |       |     |
| Sélectionneur : |    |                         |  |     |       |     |
| Sami Trabelsi   |    |                         |  |     |       |     |

| Algérie:          |    |                            |  |       |     |
|                   |    |                            |  |       |     |
| Gardien de but    | 23 | Raïs M'Bolhi               |  |       |     |
|                   | 3  | Liassine Cadamuro-Bentaïba |  | 74e   |     |
|                   | 4  | Essaïd Belkalem            |  |       |     |
|                   | 12 | Carl Medjani               |  |       |     |
|                   | 6  | Djamel Mesbah              |  |       | 72e |
|                   | 2  | Mehdi Mostefa              |  |       |     |
|                   | 17 | Adlène Guedioura           |  | 86e   |     |
|                   | 8  | Medhi Lacen                |  |       |     |
|                   | 10 | Sofiane Feghouli           |  |       |     |
|                   | 14 | Foued Kadir                |  | 90+3e |     |
|                   | 9  | Islam Slimani              |  |       |     |
| Remplaçants :     |    |                            |  |       |     |
|                   | 15 | El Arbi Hillel Soudani     |  | 74e   |     |
|                   | 18 | Khaled Lemmouchia          |  | 86e   |     |
|                   | 13 | Mohamed Amine Aoudia       |  | 90+2e |     |
| Sélectionneur :   |    |                            |  |       |     |
| Vahid Halilhodžić |    |                            |  |       |     |

| Assistants : Angesom Ogbamariam Peter Edibe Quatrième arbitre : Badara Diatta Homme du Match : Youssef Msakni |

#### Algérie-Togo
| CAN 2015                                    | Algérie | 0 - 2   | Togo                                    | Stade Royal Bafokeng Rustenburg, Afrique du Sud      |                                                      |
| 26 janvier 2013 · Historique des rencontres |         | (0 - 1) | 31e Emmanuel Adebayor · 90+5e Dové Wome | Spectateurs : 35,000 Arbitrage : Hamada Nampiandraza | Spectateurs : 35,000 Arbitrage : Hamada Nampiandraza |
| 26 janvier 2013 · Historique des rencontres | rapport |         |                                         | Spectateurs : 35,000 Arbitrage : Hamada Nampiandraza | Spectateurs : 35,000 Arbitrage : Hamada Nampiandraza |

| Algérie | Togo |

| Algérie :         |    |                        |  |     |        |
|                   |    |                        |  |     |        |
| Gardien de but    | 23 | Raïs M'Bolhi           |  |     |        |
|                   | 2  | Mehdi Mostefa          |  |     | 2e     |
|                   | 4  | Essaïd Belkalem        |  |     |        |
|                   | 5  | Rafik Halliche         |  |     | 90+10e |
|                   | 6  | Djamel Mesbah          |  |     |        |
|                   | 17 | Adlène Guedioura       |  |     | 39e    |
|                   | 8  | Medhi Lacen            |  | 83e | 48e    |
|                   | 10 | Sofiane Feghouli       |  |     |        |
|                   | 14 | Foued Kadir            |  | 66e |        |
|                   | 15 | El Arbi Hillel Soudani |  |     |        |
|                   | 9  | Islam Slimani          |  | 75e |        |
| Remplaçants :     |    |                        |  |     |        |
|                   | 19 | Yacine Bezzaz          |  | 66e |        |
|                   | 13 | Mohamed Amine Aoudia   |  | 75e |        |
|                   | 11 | Hameur Bouazza         |  | 83e |        |
| Sélectionneur :   |    |                        |  |     |        |
| Vahid Halilhodžić |    |                        |  |     |        |

| Togo :          |    |                    |  |     |     |
|                 |    |                    |  |     |     |
| Gardien de but  | 16 | Kossi Agassa       |  |     |     |
|                 | 6  | Abdoul-Gafar Mamah |  |     | 63e |
|                 | 5  | Serge Akakpo       |  |     | 90e |
|                 | 2  | Daré Nibombé       |  |     |     |
|                 | 21 | Dakonam Djene      |  |     |     |
|                 | 15 | Alaixys Romao      |  |     |     |
|                 | 8  | Komlan Amewou      |  |     |     |
|                 | 11 | Jonathan Ayité     |  | 88e | 41e |
|                 | 7  | Moustapha Salifou  |  | 57e |     |
|                 | 17 | Serge Gakpé        |  | 74e |     |
|                 | 4  | Emmanuel Adebayor  |  |     |     |
| Remplaçants :   |    |                    |  |     |     |
|                 | 3  | Dové Wome          |  | 57e |     |
|                 | 12 | Sapol Mani         |  | 74e |     |
|                 | 9  | Vincent Bossou     |  | 88e |     |
| Sélectionneur : |    |                    |  |     |     |
| Didier Six      |    |                    |  |     |     |

| Assistants : Félicien Kabanda Marwa Range Quatrième arbitre arbitre : Sylvester Kirwa Homme du Match : Emmanuel Adebayor |

#### Algérie-Côte d’Ivoire
| CAN 2015                                 | Algérie                                                  | 2 - 2   | Côte d'Ivoire                         | Stade Royal Bafokeng Rustenburg, Afrique du Sud    |                                                    |
| janvier 2013 · Historique des rencontres | Sofiane Feghouli 64e (pen.) · El Arbi Hillel Soudani 70e | (0 - 0) | 77e Didier Drogba · 81e Wilfried Bony | Spectateurs : 5,000 Arbitrage : Eric Otogo-Castane | Spectateurs : 5,000 Arbitrage : Eric Otogo-Castane |
| janvier 2013 · Historique des rencontres | rapport                                                  |         |                                       | Spectateurs : 5,000 Arbitrage : Eric Otogo-Castane | Spectateurs : 5,000 Arbitrage : Eric Otogo-Castane |

| Algérie | Côte d’Ivoire |

| Algérie :         |    |                        |  |     |     |
|                   |    |                        |  |     |     |
| Gardien de but    | 23 | Raïs M'Bolhi           |  |     |     |
|                   | 2  | Mehdi Mostefa          |  |     |     |
|                   | 4  | Essaïd Belkalem        |  |     |     |
|                   | 5  | Rafik Halliche         |  |     |     |
|                   | 6  | Djamel Mesbah          |  |     |     |
|                   | 18 | Khaled Lemmouchia      |  | 87e |     |
|                   | 17 | Adlène Guedioura       |  |     |     |
|                   | 8  | Medhi Lacen            |  |     | 26e |
|                   | 7  | Ryad Boudebouz         |  | 62e |     |
|                   | 15 | El Arbi Hillel Soudani |  | 82e |     |
|                   | 9  | Islam Slimani          |  |     |     |
| Remplaçants :     |    |                        |  |     |     |
|                   | 10 | Sofiane Feghouli       |  | 62e |     |
|                   | 14 | Foued Kadir            |  | 82e |     |
|                   | 20 | Saâd Tedjar            |  | 87e |     |
| Sélectionneur :   |    |                        |  |     |     |
| Vahid Halilhodžić |    |                        |  |     |     |

| Côte d’Ivoire : |    |                 |  |       |     |
|                 |    |                 |  |       |     |
| Gardien de but  | 16 | Daniel Yeboah   |  |       |     |
|                 | 20 | Igor Lolo       |  | 85e   | 48e |
|                 | 14 | Ismaël Traoré   |  |       |     |
|                 | 4  | Kolo Touré      |  |       |     |
|                 | 3  | Arthur Boka     |  |       |     |
|                 | 7  | Abdul Razak     |  | 90+2e |     |
|                 | 6  | Romaric         |  | 46e   |     |
|                 | 2  | Arouna Koné     |  |       |     |
|                 | 8  | Salomon Kalou   |  |       |     |
|                 | 12 | Wilfried Bony   |  |       |     |
|                 | 11 | Didier Drogba   |  |       |     |
| Remplaçants :   |    |                 |  |       |     |
|                 | 13 | Didier Ya Konan |  | 46e   |     |
|                 | 21 | Emmanuel Eboué  |  | 85e   |     |
|                 | 5  | Didier Zokora   |  | 90+2e |     |
| Sélectionneur : |    |                 |  |       |     |
| Sabri Lamouchi  |    |                 |  |       |     |

| Assistants : Angesom Ogbamariam Malik Alidu Salifu Quatrième arbitre arbitre : Gehad Grisha Homme du Match : Kolo Touré |

## Statistiques

### Temps de jeu
| Joueur                 |          |          |          | TT       | But inscrit | MJ       | MT       | Légende |
| ---------------------- | -------- | -------- | -------- | -------- | ----------- | -------- | -------- | --- |
| Gardiens               | Gardiens | Gardiens | Gardiens | Gardiens | Gardiens    | Gardiens | Gardiens | Abréviations et symboles : · TT : Total de minutes jouées · MJ : Nombre de matchs joués · MT : Matchs joués en tant que titulaire · : but · : joueur entré · : joueur remplacé · : capitaine · : carton jaune · : carton rouge |
| Raïs M'Bolhi           | 90       | 90       | 90       | 270      | 0           | 3        | 3        | Abréviations et symboles : · TT : Total de minutes jouées · MJ : Nombre de matchs joués · MT : Matchs joués en tant que titulaire · : but · : joueur entré · : joueur remplacé · : capitaine · : carton jaune · : carton rouge |
| Azzedine Doukha        | -        | -        | -        | 0        | 0           | 0        | 0        | Abréviations et symboles : · TT : Total de minutes jouées · MJ : Nombre de matchs joués · MT : Matchs joués en tant que titulaire · : but · : joueur entré · : joueur remplacé · : capitaine · : carton jaune · : carton rouge |
| Cédric Si Mohammed     | -        | -        | -        | 0        | 0           | 0        | 0        | Abréviations et symboles : · TT : Total de minutes jouées · MJ : Nombre de matchs joués · MT : Matchs joués en tant que titulaire · : but · : joueur entré · : joueur remplacé · : capitaine · : carton jaune · : carton rouge |
| Défenseurs             |          |          |          |          |             |          |          | Abréviations et symboles : · TT : Total de minutes jouées · MJ : Nombre de matchs joués · MT : Matchs joués en tant que titulaire · : but · : joueur entré · : joueur remplacé · : capitaine · : carton jaune · : carton rouge |
| Ali Rial               | -        | -        | -        | 0        | 0           | 0        | 0        | Abréviations et symboles : · TT : Total de minutes jouées · MJ : Nombre de matchs joués · MT : Matchs joués en tant que titulaire · : but · : joueur entré · : joueur remplacé · : capitaine · : carton jaune · : carton rouge |
| Mehdi Mostefa          | 90       | 90       | 90       | 270      | 0           | 3        | 3        | Abréviations et symboles : · TT : Total de minutes jouées · MJ : Nombre de matchs joués · MT : Matchs joués en tant que titulaire · : but · : joueur entré · : joueur remplacé · : capitaine · : carton jaune · : carton rouge |
| Essaïd Belkalem        | 90       | 90       | 90       | 270      | 0           | 3        | 3        | Abréviations et symboles : · TT : Total de minutes jouées · MJ : Nombre de matchs joués · MT : Matchs joués en tant que titulaire · : but · : joueur entré · : joueur remplacé · : capitaine · : carton jaune · : carton rouge |
| Rafik Halliche         | -        | 90       | 90       | 180      | 0           | 2        | 2        | Abréviations et symboles : · TT : Total de minutes jouées · MJ : Nombre de matchs joués · MT : Matchs joués en tant que titulaire · : but · : joueur entré · : joueur remplacé · : capitaine · : carton jaune · : carton rouge |
| Liassine Cadamuro      | 74       | -        | -        | 74       | 0           | 1        | 1        | Abréviations et symboles : · TT : Total de minutes jouées · MJ : Nombre de matchs joués · MT : Matchs joués en tant que titulaire · : but · : joueur entré · : joueur remplacé · : capitaine · : carton jaune · : carton rouge |
| Faouzi Ghoulam         | -        | -        | -        | 0        | 0           | 0        | 0        | Abréviations et symboles : · TT : Total de minutes jouées · MJ : Nombre de matchs joués · MT : Matchs joués en tant que titulaire · : but · : joueur entré · : joueur remplacé · : capitaine · : carton jaune · : carton rouge |
| Djamel Mesbah          | 90       | 90       | 90       | 270      | 0           | 3        | 3        | Abréviations et symboles : · TT : Total de minutes jouées · MJ : Nombre de matchs joués · MT : Matchs joués en tant que titulaire · : but · : joueur entré · : joueur remplacé · : capitaine · : carton jaune · : carton rouge |
| Carl Medjani           | 90       | -        | -        | 90       | 0           | 1        | 1        | Abréviations et symboles : · TT : Total de minutes jouées · MJ : Nombre de matchs joués · MT : Matchs joués en tant que titulaire · : but · : joueur entré · : joueur remplacé · : capitaine · : carton jaune · : carton rouge |
| Milieux                |          |          |          |          |             |          |          | Abréviations et symboles : · TT : Total de minutes jouées · MJ : Nombre de matchs joués · MT : Matchs joués en tant que titulaire · : but · : joueur entré · : joueur remplacé · : capitaine · : carton jaune · : carton rouge |
| Saâd Tedjar            | -        | -        | 3        | 3        | 0           | 1        | 0        | Abréviations et symboles : · TT : Total de minutes jouées · MJ : Nombre de matchs joués · MT : Matchs joués en tant que titulaire · : but · : joueur entré · : joueur remplacé · : capitaine · : carton jaune · : carton rouge |
| Medhi Lacen            | 90       | 90       | 90       | 270      | 0           | 3        | 3        | Abréviations et symboles : · TT : Total de minutes jouées · MJ : Nombre de matchs joués · MT : Matchs joués en tant que titulaire · : but · : joueur entré · : joueur remplacé · : capitaine · : carton jaune · : carton rouge |
| Hameur Bouazza         | -        | 7        | -        | 7        | 0           | 1        | 0        | Abréviations et symboles : · TT : Total de minutes jouées · MJ : Nombre de matchs joués · MT : Matchs joués en tant que titulaire · : but · : joueur entré · : joueur remplacé · : capitaine · : carton jaune · : carton rouge |
| Khaled Lemmouchia      | 4        | -        | 87       | 91       | 0           | 2        | 1        | Abréviations et symboles : · TT : Total de minutes jouées · MJ : Nombre de matchs joués · MT : Matchs joués en tant que titulaire · : but · : joueur entré · : joueur remplacé · : capitaine · : carton jaune · : carton rouge |
| Sofiane Feghouli       | 90       | 90       | 28       | 208      | 1           | 3        | 2        | Abréviations et symboles : · TT : Total de minutes jouées · MJ : Nombre de matchs joués · MT : Matchs joués en tant que titulaire · : but · : joueur entré · : joueur remplacé · : capitaine · : carton jaune · : carton rouge |
| Adlène Guedioura       | 86       | 90       | 90       | 266      | 0           | 3        | 3        | Abréviations et symboles : · TT : Total de minutes jouées · MJ : Nombre de matchs joués · MT : Matchs joués en tant que titulaire · : but · : joueur entré · : joueur remplacé · : capitaine · : carton jaune · : carton rouge |
| Ryad Boudebouz         | -        | -        | 62       | 62       | 0           | 1        | 1        | Abréviations et symboles : · TT : Total de minutes jouées · MJ : Nombre de matchs joués · MT : Matchs joués en tant que titulaire · : but · : joueur entré · : joueur remplacé · : capitaine · : carton jaune · : carton rouge |
| Foued Kadir            | 62       | 90       | 66       | 218      | 0           | 3        | 3        | Abréviations et symboles : · TT : Total de minutes jouées · MJ : Nombre de matchs joués · MT : Matchs joués en tant que titulaire · : but · : joueur entré · : joueur remplacé · : capitaine · : carton jaune · : carton rouge |
| Attaquants             |          |          |          |          |             |          |          | Abréviations et symboles : · TT : Total de minutes jouées · MJ : Nombre de matchs joués · MT : Matchs joués en tant que titulaire · : but · : joueur entré · : joueur remplacé · : capitaine · : carton jaune · : carton rouge |
| Islam Slimani          | 90       | 75       | 90       | 255      | 0           | 3        | 3        | Abréviations et symboles : · TT : Total de minutes jouées · MJ : Nombre de matchs joués · MT : Matchs joués en tant que titulaire · : but · : joueur entré · : joueur remplacé · : capitaine · : carton jaune · : carton rouge |
| Mohamed Amine Aoudia   | 0        | 15       | -        | 15       | 0           | 2        | 0        | Abréviations et symboles : · TT : Total de minutes jouées · MJ : Nombre de matchs joués · MT : Matchs joués en tant que titulaire · : but · : joueur entré · : joueur remplacé · : capitaine · : carton jaune · : carton rouge |
| El Arbi Hillel Soudani | 16       | 90       | 82       | 188      | 1           | 3        | 2        | Abréviations et symboles : · TT : Total de minutes jouées · MJ : Nombre de matchs joués · MT : Matchs joués en tant que titulaire · : but · : joueur entré · : joueur remplacé · : capitaine · : carton jaune · : carton rouge |
| Yacine Bezzaz          | -        | 24       | -        | 24       | 0           | 1        | 0        | Abréviations et symboles : · TT : Total de minutes jouées · MJ : Nombre de matchs joués · MT : Matchs joués en tant que titulaire · : but · : joueur entré · : joueur remplacé · : capitaine · : carton jaune · : carton rouge |